# Sinfonia domestica
Die Sinfonia domestica (op. 53; veröffentlicht als Symphonia Domestica) ist eine symphonische Dichtung (Tondichtung) für großes Orchester von Richard Strauss und wurde in den Jahren 1902–1903 in Berlin komponiert, wo Strauss als preußischer Hofkapellmeister tätig war.
Ähnlich wie seine zuvor komponierte Tondichtung Ein Heldenleben trägt sie autobiographische Züge und stellt eine Rhapsodie über sein Familienleben dar. Auf den Einwand Romain Rollands, Strauss beschäftige sich schon wieder mit sich selbst, entgegnete der Komponist: „Ich sehe nicht ein, warum ich keine Sinfonie auf mich selbst machen sollte. Ich finde mich ebenso interessant wie Napoleon und Alexander.“
Die Partitur trägt die Widmung: Meiner lieben Frau und unserem Jungen. Sie ist in vier Abschnitte unterteilt: Allegro, Scherzo, Adagio, Finale, wobei drei Themen (der Mann, die Frau, das Kind) dominieren. Die Abschnitte sind häuslichen Situationen zugeordnet: ein lebhafter Besuch der Verwandtschaft, Beziehung der Eltern zum Kind, Familienzwist und als Finale der häusliche Frieden.
Das Werk wurde am 31. März 1904 vom Wetzler Symphony Orchestra in der New Yorker Carnegie Hall im Rahmen eines Strauss-Festivals unter der Leitung des Komponisten uraufgeführt. Strauss beschreibt, „... dass Domestica [...] einen kolossalen enthusiastischen Erfolg hatte. Nach vielem Ärger mit der Anarchistenbande der New Yorker Musikanten habe ich in 15 Proben mit Aufgebot von Energie und reichlichem Schimpfen eine glänzende Aufführung zustandegebracht.“ Obwohl die Uraufführung ein großer Erfolg war, wird diese Tondichtung, im Vergleich zu den anderen Werken von Strauss, heute nur selten aufgeführt. Mit den Wiener Philharmonikern wurde das Werk unter der Leitung des Komponisten auch für die Schallplatte eingespielt. Weitere Aufnahmen entstanden unter David Zinman, Lorin Maazel, Wilhelm Furtwängler, Herbert von Karajan, Franz Konwitschny und anderen.

## Besetzung
Die Sinfonia domestica besitzt eine Spieldauer von etwa 45 Minuten und fordert folgende große Orchesterbesetzung: Piccoloflöte, 3 Flöten, 2 Oboen, Oboe d’amore, Englischhorn, 4 Klarinetten (je eine in D und A, zwei in B), Bassklarinette, 4 Fagotte, Kontrafagott, 4 Saxophone (je ein Sopran-, Alt-, Baryton- und Bass-S.; nur im äußersten Notfall ad libitum), 8 Hörner, 4 Trompeten, 3 Posaunen, Basstuba, 4 Pauken, Schlagwerk (Becken, Triangel, Tamburin, Glockenspiel (Musikinstrument), Große Trommel; zwei Spieler), 2 Harfen und Streicher (16 Erste Violinen, 16 Zweite Violinen, 12 Bratschen, 10 Violoncelli, 8 Kontrabässe).